# Nils Möllerberg

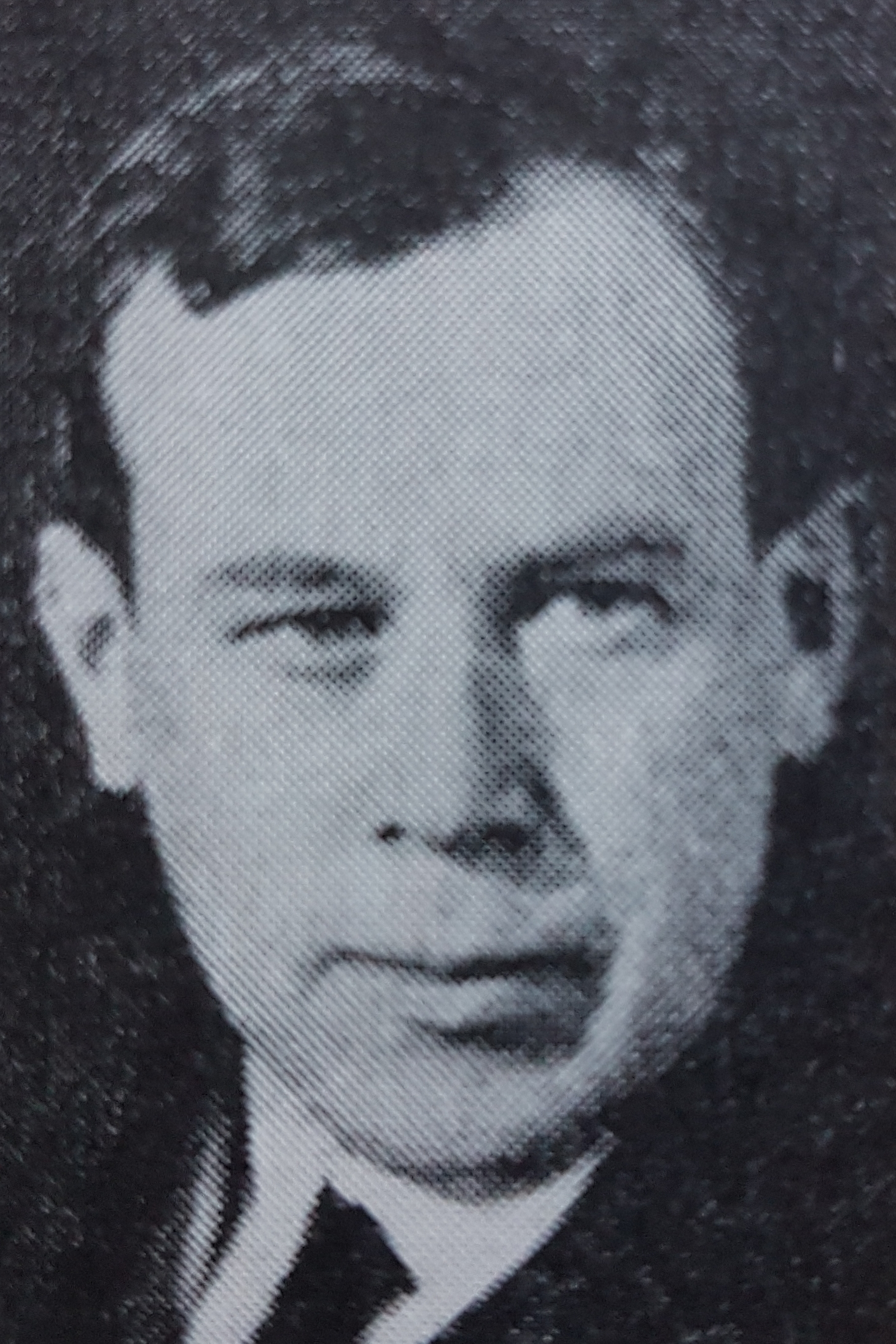
Nils Möllerberg

Nils Hjalmar Möllerberg, född  9 juli 1892 i Österslöv i Skåne, död 4 juli 1954 i Österslöv, var en svensk skulptör, tecknare och grafiker.

## Utbildning och levnad
Nils Möllerberg var son till Carl Möllerberg, som var fruktodlare och fotograf på gården Tomarp utanför Kristianstad i Skåne, där Nils åter bosatte sig vid 56 års ålder. Han gick i lära hos äldre konstnärer, bland annat i Köpenhamn från 16 års ålder. I Paris bodde han mellan 1919 och 1928 och tog intryck av bland annat Aristide Maillol och Auguste Rodin, vilket framför allt märks i hans nakna flickgestalter. Han tilldelades Ester Lindahls stipendium 1923.
Nils Möllerberg ingick tillsammans med Johan Johansson, Emil Johanson-Thor, Tora Vega Holmström och Ivar Johnsson i den sydsvenska modernist-gruppen de tolv, som var aktiv mellan 1924 och 1934. Tillsammans med Bror Hjorth drev han en skulpturskola i Stockholm under några år på 1930-talet, där han också ingick i Färg och Form-gruppen. Han var gift med bildkonstnären Inga Möllerberg-Hellman (1898-1971), ledamot av Konstakademien från 1931 och fick professors namn 1953.

## Offentliga verk i urval

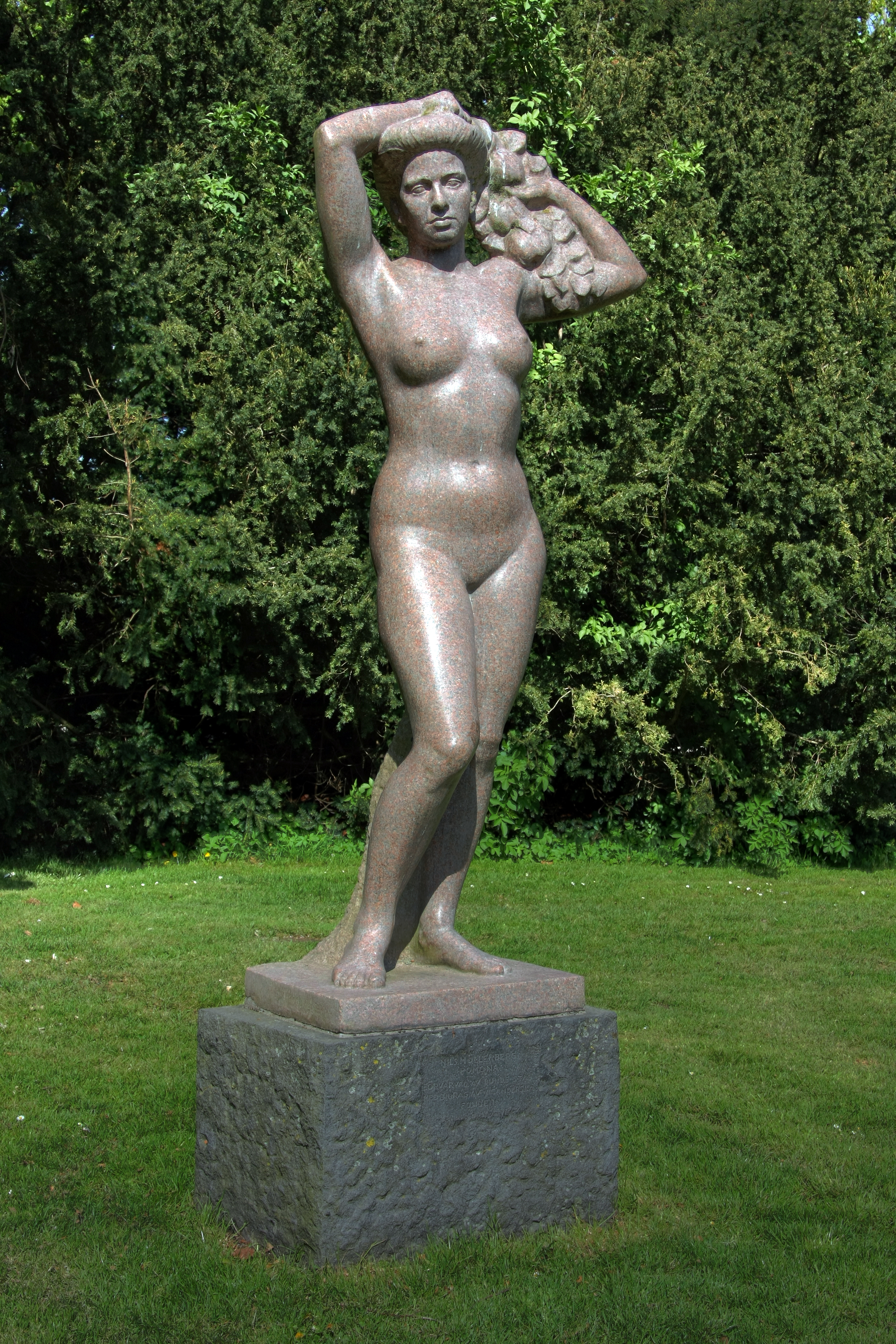
Pomona, Stadsparken i Lund

- Ungdom (1920), kalksten, Norrmalms stadsdelsadministration i Stockholm
- Ungdom, brons, Observatorielunden i Stockholm
- Ymnighet (1923), Gävle museum, Rågsvedsskolan i Stockholm
- Boxaren (1926), brons, Marabouparken i Sundbyberg
- Flora (1929), brons, Stora Gatan/Slottsgatan i Västerås
- Dexippos (1931), Viktor Rydbergs samskola, Djursholm
- Flora (1931),[2] brons, Kvarngatan/Bruksgatan i Kävlinge, Tivoliparken i Kristianstad och Göteborgs Konstmuseum
- Morgon, brons, Medborgarhuset i Eslöv
- Galatea (1934), Pildammsparken i Malmö, Stadsparken i Borås
- Pomona (1940), brons, Djursholm, Stadsparken i Lund
- Våren, Morgon, Sandalbinderskan, Flicka som kammar sig, Dansen och Längtan (1930-44), brons, Moderna Museet i Stockholm
- Ivar Lo-Johansson (1945), porträttbyst i brons, Ivar Lo-parken i Stockholm
- Pehr Murén (1953), brons, Södra Centralgatan/Södra Strandgatan i Gävle
- Sigyn (uppsatt 1955), brons, Skidvägen i Västertorp i Stockholm och i Lund
- Kvinnofigur (uppsatt 1954), brons, Grönviksvägen/Strandbacken i Bromma i Stockholm
- Livsglädje (uppsatt 1961), brons, St:a Annas gränd, Åhus
- Mor och barn, brons, Sköndalsvägen 124-126 i Sköndal i Stockholm, Gripsholmsparken i Nyköping
- Flicka med ämbar, brons, Ellagård i Täby kommun
- Bror Hjorth, porträttbyst i brons, Tomelilla Konstmuseum

- Möllerberg  är representerad vid bland annat Nationalmuseum[3], Moderna museet[4] i Stockholm och Sörmlands museum[5].

## Fotogalleri

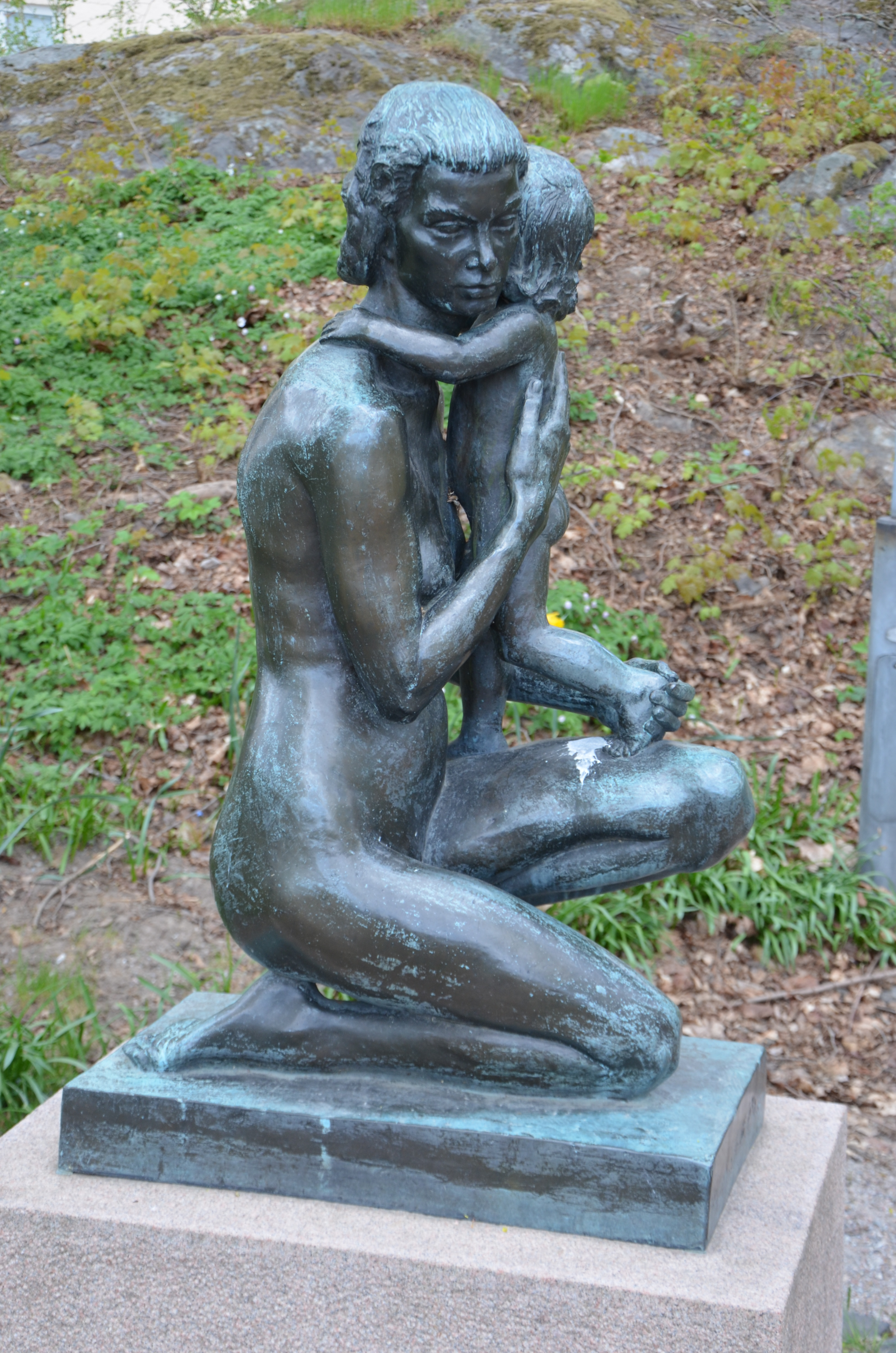
Mor och barn i Sköndal i Stockholm
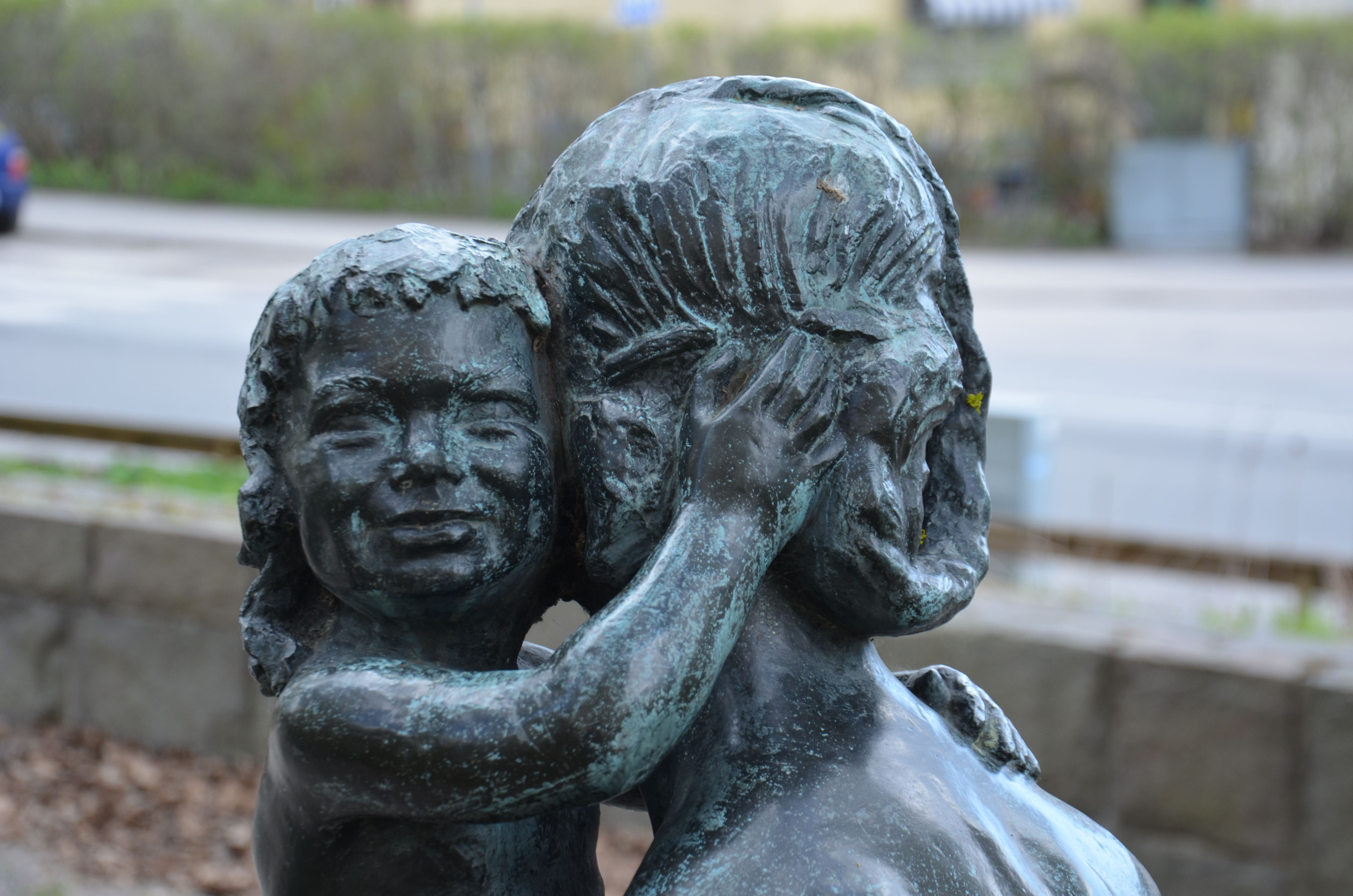
Mor och barn, detalj
Sigyn, skulptur i brons i Sörmlands museums samlingar. En annan version finns i Västertorp i Stockholm.
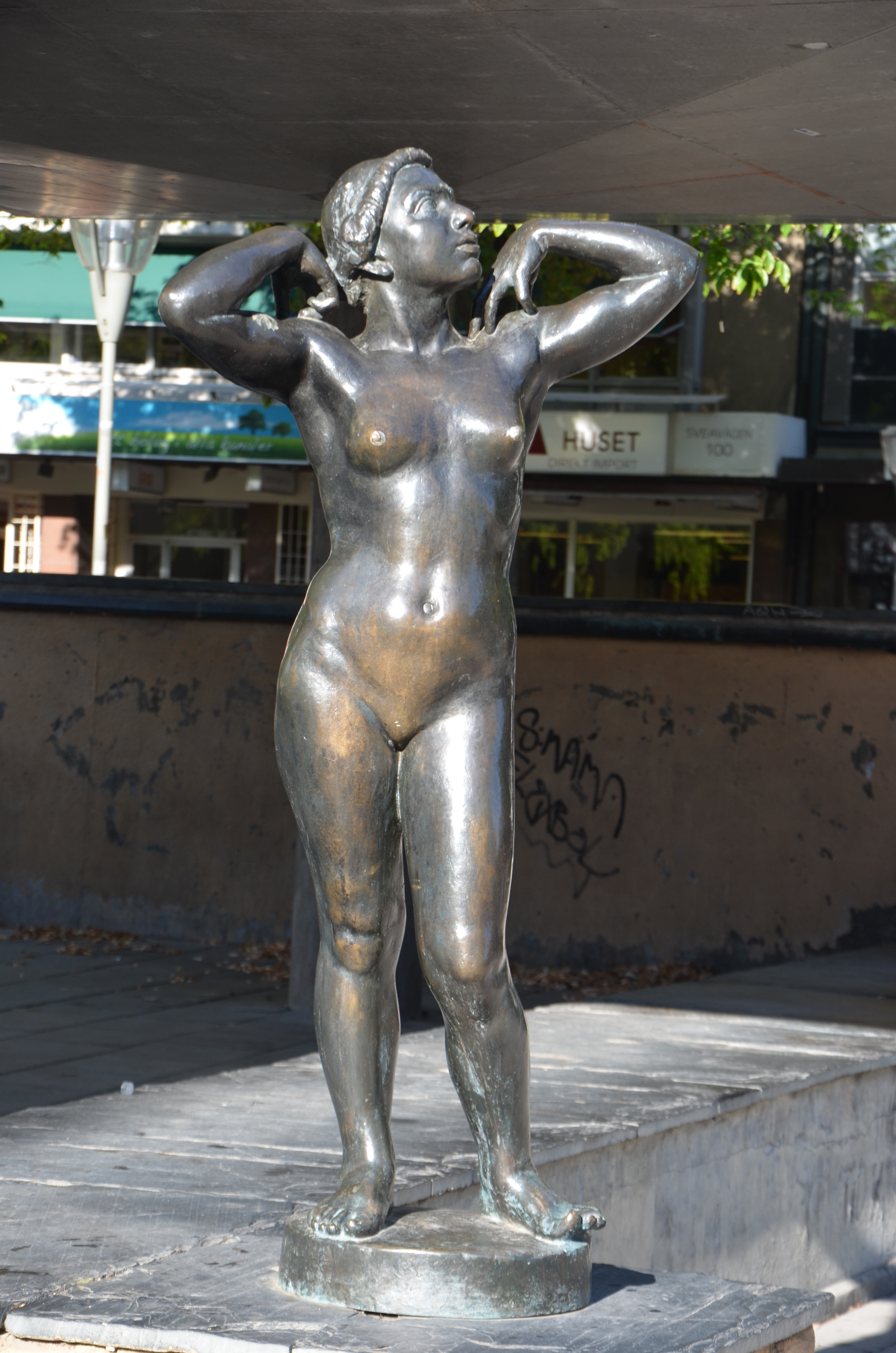
Ungdom i Observatorielunden i Stockholm
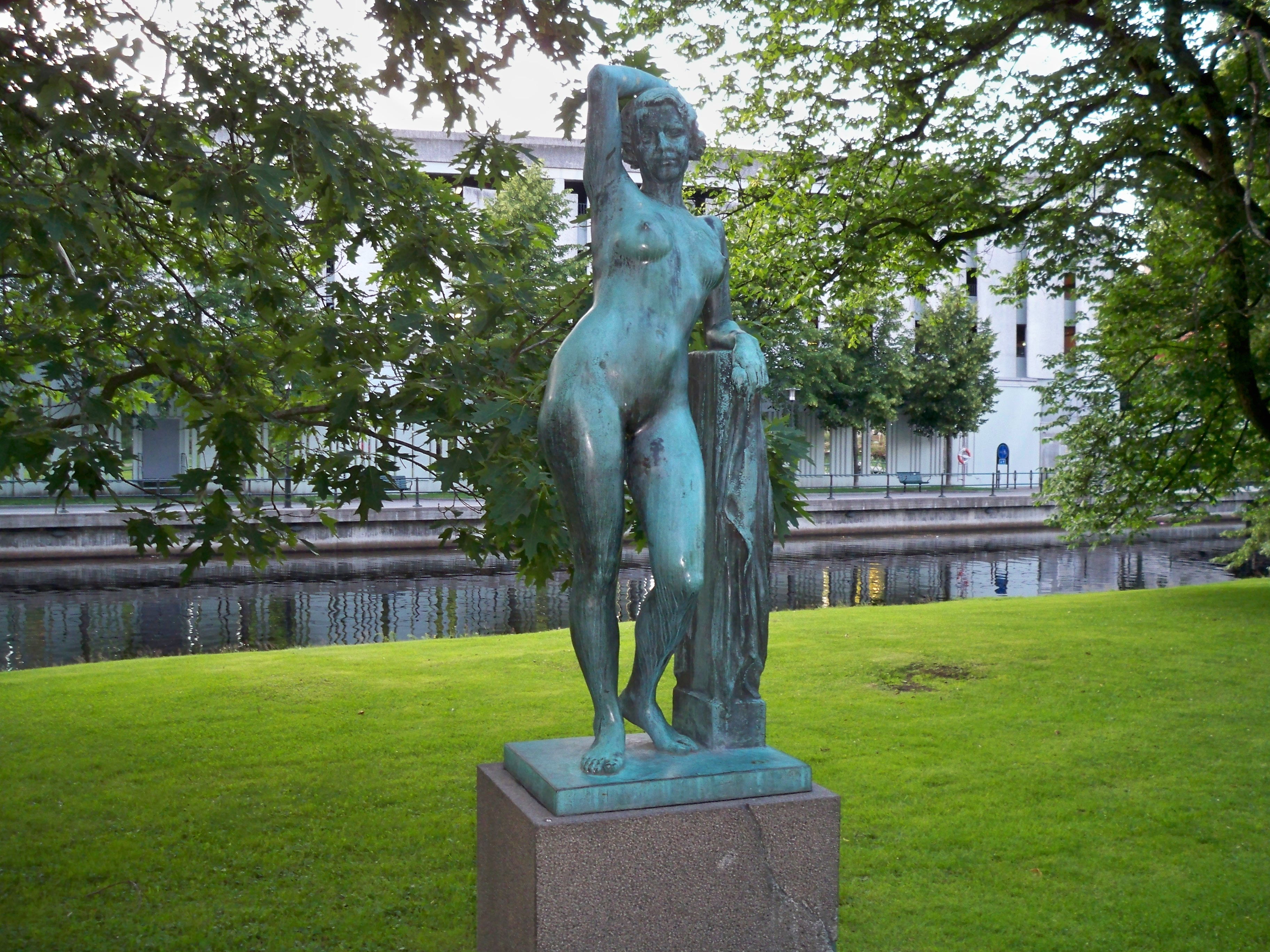
Galatea, Stadsparken i Borås
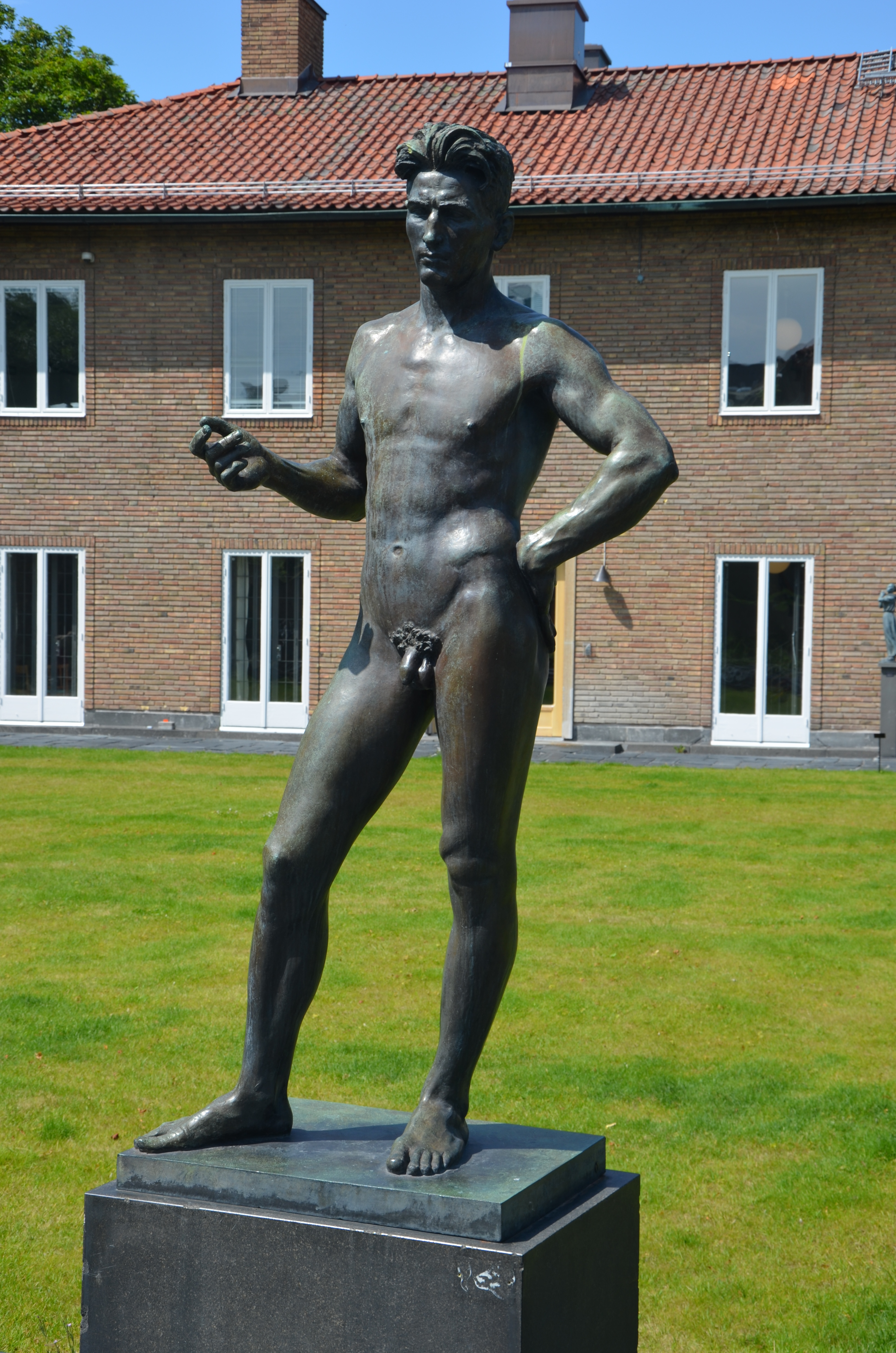
Boxaren, Marabouparken i Sundbyberg